# Earl of Drogheda

Wappen der Earls of Drogheda

Earl of Drogheda ist ein erblicher britischer Adelstitel in der Peerage of Ireland.
Familiensitz der Earls war Moore Abbey bei Monasterevin im County Kildare.

## Verleihung, nachgeordnete und weitere Titel
Der Titel wurde am 14. Juni 1661 für Henry Moore, 3. Viscount Moore, geschaffen. Er hatte bereits 1643 von seinem Vater die Titel Viscount Moore, of Drogheda, und Baron Moore, of Mellefont in the County of Louth, geerbt, die am 7. Februar 1621 bzw. 20. Juli 1616 in Peerage of Ireland seinem Großvater verliehen worden waren.
Der 6. Earl wurde am 5. Juli 1791 in der Peerage of Ireland zum Marquess of Drogheda und am 17. Januar 1801 in der Peerage of the United Kingdom zum Baron Moore, of Moore Place in the County of Kent, erhoben. Diese beiden Titel erloschen beim Tod des 3. Marquess am 29. Juni 1892.
Dem 10. Earl wurde am 30. Januar 1954 in der Peerage of the United Kingdom der Titel Baron Moore, of Cobham in the County of Surrey, verliehen, der seither ein nachgeordneter Titel des jeweiligen Earls of Drogheda ist.

## Liste der Viscounts Moore und Earls of Drogheda

### Viscounts Moore (1621)
- Garret Moore, 1. Viscount Moore († 1627)
- Charles Moore, 2. Viscount Moore (1603–1643)
- Henry Moore, 3. Viscount Moore († 1675) (1661 zum Earl of Drogheda erhoben)

### Earls of Drogheda (1661)
- Henry Moore, 1. Earl of Drogheda († 1675)
- Charles Moore, 2. Earl of Drogheda († 1679)
- Henry Hamilton-Moore, 3. Earl of Drogheda († 1714)
- Henry Moore, 4. Earl of Drogheda (1700–1727)
- Edward Moore, 5. Earl of Drogheda (1701–1758)
- Charles Moore, 1. Marquess of Drogheda, 6. Earl of Drogheda (1730–1822)
- Charles Moore, 2. Marquess of Drogheda, 7. Earl of Drogheda (1770–1837)
- Henry Moore, 3. Marquess of Drogheda, 8. Earl of Drogheda (1825–1892)
- Ponsonby Moore, 9. Earl of Drogheda (1846–1908)
- Henry Moore, 10. Earl of Drogheda (1884–1957)
- Charles Moore, 11. Earl of Drogheda (1910–1989)
- Derry Moore, 12. Earl of Drogheda (* 1937)

Titelerbe (Heir apparent) ist der Sohn des aktuellen Titelinhabers, Benjamin Moore, Viscount Moore (* 1983).